# Deutsche Fußballmeisterschaft der A-Junioren 1987/88
Die deutsche Fußballmeisterschaft der A-Junioren 1988 war die 20. Auflage dieses Wettbewerbes. Meister wurde der VfB Stuttgart, das im Finale Bayer 04 Leverkusen mit 4:1 besiegte.

## Teilnehmende Mannschaften
An der A-Jugendmeisterschaft nahmen die 16 Landesverbandsmeister teil.
| Regionalverband Nord                                                                                        | Regionalverband West                                                                                        | Regionalverband Südwest                                                                    | Regionalverband Süd | Berlin                           |
| --- | --- | ------------------------------------------------------------------------------------------ | --- | -------------------------------- |
| - Schleswig-Holstein: VfB Kiel - Hamburg: Hamburger SV - Bremen: Werder Bremen - Niedersachsen: Hannover 96 | - Westfalen: TuS Paderborn-Neuhaus - Mittelrhein: TSV Bayer 04 Leverkusen - Niederrhein: Bayer 05 Uerdingen | - Rheinland: Eintracht Trier - Südwest: 1. FC Kaiserslautern - Saarland: 1. FC Saarbrücken | - Hessen: Eintracht Frankfurt - Baden: Karlsruher SC - Südbaden: SV Kuppenheim - Württemberg: VfB Stuttgart - Bayern: TSV 1860 München | - Berlin: Tennis Borussia Berlin |

## Achtelfinale
Hinspiele: So 05.06. Rückspiele: So 12.06.
|                         | Gesamt          |                        | Hinspiel | Rückspiel |
| ----------------------- | --------------- | ---------------------- | -------- | --------- |
| Hannover 96             | 4:0             | SV Kuppenheim          | 3:0      | 1:0       |
| SV Werder Bremen        | 5:3             | Tennis Borussia Berlin | 2:1      | 3:2       |
| TSV 1860 München        | 3:0             | 1. FC Saarbrücken      | 0:0      | 3:0       |
| VfB Stuttgart           | 6:0             | TuS Paderborn-Neuhaus  | 2:0      | 4:0       |
| Eintracht Frankfurt     | 6:2             | VfB Kiel               | 2:1      | 4:1       |
| FC Bayer 05 Uerdingen   | 1:1 (5:4 i. E.) | 1. FC Kaiserslautern   | 0:1      | 1:0       |
| TSV Bayer 04 Leverkusen | 8:0             | SV Eintracht Trier     | 2:0      | 6:0       |
| Hamburger SV            | 3:4             | Karlsruher SC          | 1:1      | 2:3       |

## Viertelfinale
Hinspiele: So 19.06. Rückspiele: So 26.06.
|                         | Gesamt          |                       | Hinspiel | Rückspiel |
| ----------------------- | --------------- | --------------------- | -------- | --------- |
| Hannover 96             | 3:6             | SV Werder Bremen      | 1:4      | 2:2       |
| TSV 1860 München        | 2:3             | VfB Stuttgart         | 2:1      | 0:2       |
| Eintracht Frankfurt     | 5:5 (3:1 i. E.) | FC Bayer 05 Uerdingen | 2:0      | 3:5       |
| TSV Bayer 04 Leverkusen | 5:1             | Karlsruher SC         | 4:0      | 1:1       |

## Halbfinale
Hinspiele: So 03.07. Rückspiele: So 10.07.
|                     | Gesamt          |                         | Hinspiel | Rückspiel |
| ------------------- | --------------- | ----------------------- | -------- | --------- |
| SV Werder Bremen    | 3:3 (3:4 i. E.) | VfB Stuttgart           | 1:1      | 2:2       |
| Eintracht Frankfurt | 2:3             | TSV Bayer 04 Leverkusen | 2:0      | 0:3       |

## Finale
| VfB Stuttgart                                       | VfB Stuttgart | TSV Bayer 04 Leverkusen | TSV Bayer 04 Leverkusen |
| --------------------------------------------------- | --- | --- | ----------------------- |
| VfB Stuttgart                                       | \| Freitag, 15. Juli 1988 in Stuttgart (Neckarstadion) \| \| Ergebnis: 4:1 (1:1) \| \| Zuschauer: 5.900 \| \| Schiedsrichter: Norbert Brückner (Darmstadt) \|                                                         | \| Freitag, 15. Juli 1988 in Stuttgart (Neckarstadion) \| \| Ergebnis: 4:1 (1:1) \| \| Zuschauer: 5.900 \| \| Schiedsrichter: Norbert Brückner (Darmstadt) \| | TSV Bayer 04 Leverkusen |
| VfB Stuttgart                                       | Frank Welz – Thomas Gradwohl – Hans-Jörg Lang, Thomas Fritz – Michael Mayer, Jens Keller, Dietmar Bufka, Robert Marche (75. Frank Seitz), Thomas Richter – Irsen Latifovic, Dragan Terzić Cheftrainer: Walter Güntner | Dirk Heinen – Frank Holdinghausen – Markus Petersen (34. Manfred Horatz), Michael Ronca – Markus von Ahlen, Terje Olsen, Frank von Skwarczinsky, Osman Akyol, Thomas Plaggenborg (73. Oliver Pagé) – Karsten Jädtke, Marcus Feinbier Cheftrainer: Jürgen Gelsdorf | TSV Bayer 04 Leverkusen |
| VfB Stuttgart                                       | 1:1 Thomas Richter (27.) 2:1 Dragan Terzic (49.) 3:1 Michael Mayer (74.) 4:1 Irsen Latifovic (80.) | 0:1 Marcus Feinbier (13.) | TSV Bayer 04 Leverkusen |
| VfB Stuttgart                                       | Richter | Ronca, Plaggenborg, Holdinghausen, Feinbier, von Ahlen | TSV Bayer 04 Leverkusen |
| VfB Stuttgart                                       | Ronca | | TSV Bayer 04 Leverkusen |
| VfB Stuttgart                                       | Zeitstrafen: Feinbier, Ronca | | TSV Bayer 04 Leverkusen |
| Freitag, 15. Juli 1988 in Stuttgart (Neckarstadion) | | |                         |
| Ergebnis: 4:1 (1:1)                                 | | |                         |
| Zuschauer: 5.900                                    | | |                         |
| Schiedsrichter: Norbert Brückner (Darmstadt)        | | |                         |